# Փ
La Փ, minuscolo փ, è la trentacinquesima lettera dell'alfabeto armeno. Il suo nome è փյուր, p'yowr (armeno: [pʰjuɹ]).
Rappresenta foneticamente la consonante occlusiva bilabiale sorda aspirata [pʰ].

## Codici
- Unicode:
  - Maiuscola Փ : U+0553
  - Minuscola փ : U+0583